# Morabidae
Morabidae es una familia de insectos ortópteros celíferos. Se distribuye por Oceanía.

## Géneros
Según Orthoptera Species File (31 mars 2010):
- Biroellinae Bolívar, 1930
  -     - Biroella Bolívar, 1903
- Morabinae Rehn, 1948
  - Callitalini Key, 1976
    - Bundinja Key, 1976
    - Callita Key, 1976
    - Callitala Sjöstedt, 1921
    - Carnarvonella Key, 1976
    - Furculifera Key, 1976
    - Malleolopha Key, 1976
    - Micromeeka Key, 1976
    - Moritala Key, 1976
    - Prorifera Key, 1976
    - Sicula Key, 1976

  - Capsigerini Key, 1976
    - Aliena Key, 1976
    - Amangu Key, 1976
    - Aruntina Key, 1976
    - Capsigera Key, 1976
    - Crois Key, 1976
    - Namatjira Key, 1976
    - Proscopiomima Key, 1976
    - Swanea Key, 1976

  - Keyacridini Key, 1976
    - Achuraba Key, 1976
    - Achurimima Key, 1976
    - Alatiplica Key, 1976
    - Baruca Key, 1976
    - Chinnicka Key, 1976
    - Flindersella Key, 1976
    - Heide Key, 1976
    - Keyacris Rehn, 1952
    - Vandiemenella Key, 1976
    - Whiteacris Key, 1976

  - Morabini Rehn, 1948
    - Drysdalopila Key, 1977
    - Filoraba Key, 1976
    - Moraba Walker, 1870
    - Spectriforma Key, 1976

  - Warramungini Key, 1976
    - Callimunga Key, 1976
    - Culmacris Key, 1976
    - Geckomima Key, 1976
    - Georgina Key, 1976
    - Hastella Key, 1976
    - Nanihospita Key, 1976
    - Stiletta Key, 1976
    - Warramaba Key, 1976
    - Warramunga Rehn, 1952